# Leichtathletik-Europacup 1995
| 16. Leichtathletik-Europacup                          | 16. Leichtathletik-Europacup | 16. Leichtathletik-Europacup | 16. Leichtathletik-Europacup | 16. Leichtathletik-Europacup | 16. Leichtathletik-Europacup |
| ----------------------------------------------------- | ---------------------------- | ---------------------------- | ---------------------------- | ---------------------------- | ---------------------------- |
|                                                       |                              |                              |                              |                              |                              |
| Resultate Superliga (Endstand nach 37 Entscheidungen) |                              |                              |                              |                              |                              |
| Villeneuve-d’Ascq Stadium Nord – 24./25. Juni 1995    |                              |                              |                              |                              |                              |
| Frauen                                                | Frauen                       | Frauen                       | Männer                       | Männer                       | Männer                       |
| Platz                                                 | Land                         | Punkte                       | Platz                        | Land                         | Punkte                       |
| 1                                                     | Russland                     | 117                          | 1                            | Deutschland                  | 117,0                        |
| 2                                                     | Deutschland                  | 100                          | 2                            | Großbritannien               | 107,0                        |
| 3                                                     | Großbritannien               | 085                          | 3                            | Russland                     | 105,0                        |
| 4                                                     | Frankreich                   | 075                          | 4                            | Italien                      | 096,5                        |
| 5                                                     | Ukraine                      | 075                          | 5                            | Ukraine                      | 082,0                        |
| 6                                                     | Belarus                      | 071                          | 6                            | Schweden                     | 078,5                        |
| 7                                                     | Italien                      | 052                          | 7                            | Spanien                      | 067,0                        |
| 8                                                     | Polen                        | 037                          | 8                            | Polen                        | 066,0                        |
| ← Birmingham 1994                                     | ← Birmingham 1994            | ← Birmingham 1994            | Madrid 1996 →                | Madrid 1996 →                | Madrid 1996 →                |
|  abgestiegen in die 1. Liga des nächsten Europacups   |                              |                              |                              |                              |                              |

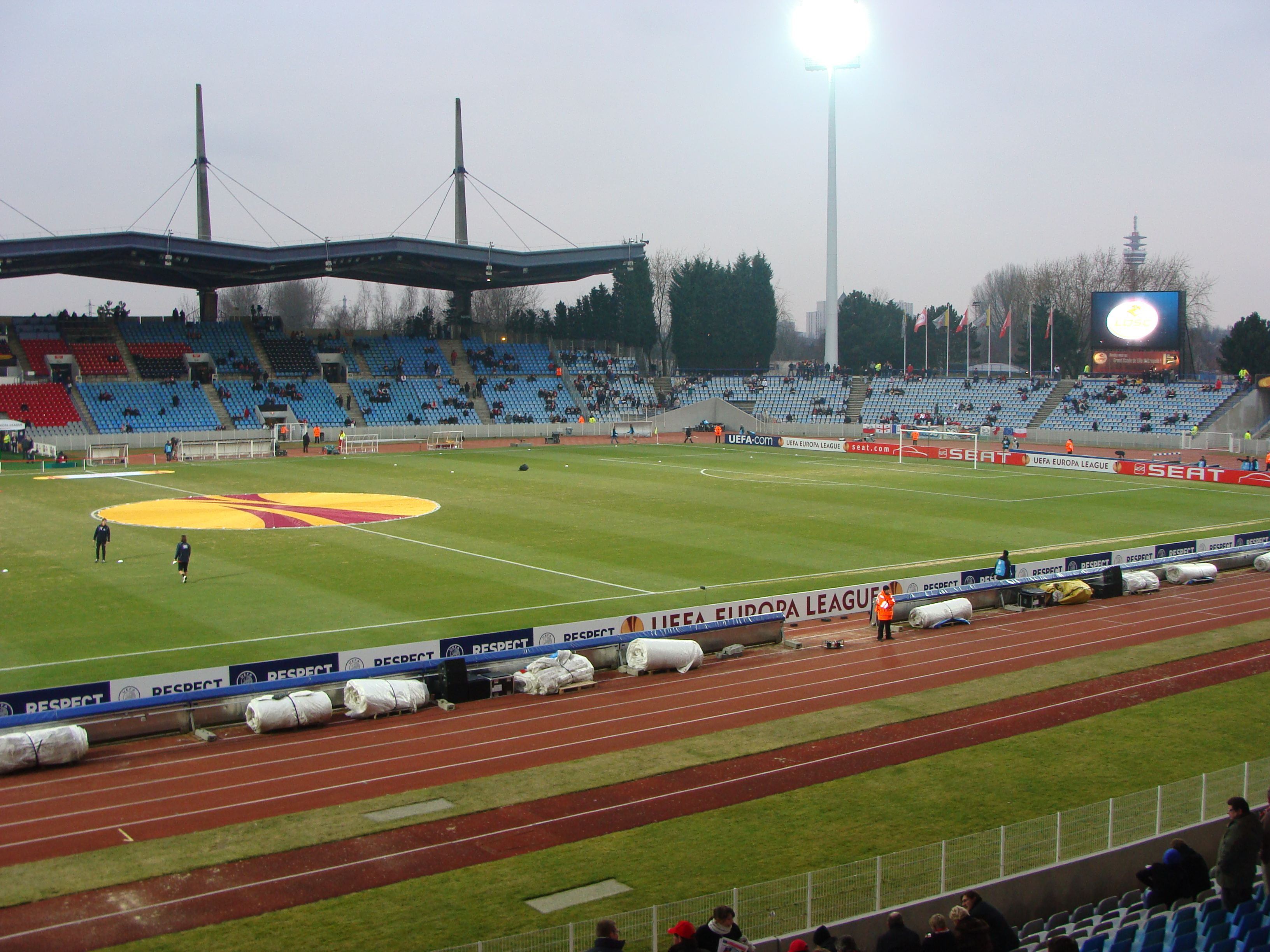
Das Stadium Nord de Villeneuve d’Ascq nach Erweiterung und Umbenennung – hier im Jahr 2010

Das 16. Leichtathletik-Europacup-Superliga-Finale fand am 24. und 25. Juni 1995 im Stadion Nord von Villeneuve-d’Ascq (Frankreich) statt und umfasste 37 Disziplinen (20 Männer, 17 Frauen).

## Modus
Auch die diesjährige Austragung fand nach den im Europacup 1983 erstmals gültigen Regeln statt. Das höchste Niveau des Cups wurde als Superliga bezeichnet. Die einen Rang unter der Superliga platzierten Nationen trugen ihre Wettbewerbe in der 1. Liga aus, die in diesem Jahr zum ersten Mal in zwei Gruppen unterteilt war. Die 2. Liga war wie in den Jahren zuvor ebenfalls aufgeteilt, allerdings nicht mehr in drei, sondern nur noch zwei Gruppen.
Die Wettbewerbe der Superliga wurden am Samstag, 24. und Sonntag, 25. Juni ausgetragen. In den beiden anderen Ligen fanden die Wettkämpfe am jeweils selben Wochenende – Samstag, 10. und Sonntag, 11. Juni – statt. Das seit 1983 praktizierte System mit Auf- und Absteigern entschied auch weiterhin über die Ligeneinteilungen des nächsten Cups – hier für 1996.
Ab 1994 war der vorher praktizierte Austragungsturnus von zwei Jahren auf ein Jahr verkürzt worden. Dadurch war der Europacup in keinem Jahr mehr der internationale Jahreshöhepunkt. In den ungeraden Jahren wurden Weltmeisterschaften, in den geraden Jahren Europameisterschaften oder Olympische Spiele ausgetragen. Dies führte im Lauf der kommenden Jahre zu einer Abwertung des Cups. Es kam später sogar dazu, dass die stärksten Athleten eines Landes kein Interesse mehr an der Europacupteilnahme hatten, sodass häufig nicht die besten Sportler am Start waren. Der Deutsche Leichtathletikverband schaffte deswegen später Anreize für die Teilnahme seiner stärksten Leichtathleten, indem der Sieger eines Europacupwettbewerbs sich automatisch für die Weltmeisterschaften qualifizierte.

## Der Leichtathletik-Europacup 1995
Seit 1983 fanden die Frauenwettbewerbe in allen Ligen am jeweils selben Ort und an denselben beiden Tagen gemeinsam mit den Männerwettbewerben statt. So war es auch in der diesjährigen Austragung.
Im Wettbewerbsprogramm gab es keine Erweiterungen, aber eine Änderung: Im Frauenangebot wurde der 3000-Meter-Lauf ersetzt durch das auch bei den Männern übliche Rennen über 5000 Meter. Der Wettbewerbskatalog für die Frauen wurde in den darauffolgenden Jahren sukzessive immer weiter an die Männerdisziplinen angepasst. Mit dem 3000-Meter-Hindernislauf, dem Stabhochsprung und dem Hammerwurf fehlten im Europacup noch drei Disziplinen zur völligen Angleichung an die Männerdisziplinen, Die nächste Erweiterung sollte 1997 erfolgen.
Den Frauenwettbewerb der Superliga entschied Russland für sich, während bei den Männern Deutschland seinen Titel verteidigen konnte. Deutschlands Frauen belegten wie die britischen Männer Rang zwei in ihren Gruppen.
Es wurden fünf neue Landesrekorde aufgestellt:
- 4-mal-100-Meter-Staffel, Frauen: 3:29,39 min – Italien (Francesca Carbone, Patrizia Spuri, Danielle Perpoli, Danielle Perpoli)
- Weitsprung, Frauen: 6,96 m – Fiona May, Italien
- Weitsprung, Frauen: 6,94 m – Nadine Caster, Frankreich
- Dreisprung, Frauen: 14,37 m – Ashia Hansen, Großbritannien
- Dreisprung, Frauen: 14,25 m – Schanna Gurejewa, Belarus

Mit einer großartigen Leistung im Dreisprung glänzte der Brite Jonathan Edwards. Als erster Athlet der Sportgeschichte übertraf er mit 18,43 m die 18-Meter-Marke. Nur der um 0,4 m/s zu starke Rückenwind verhinderte die Anerkennung seiner Weite als Weltrekord. Bei den später in der Saison in Göteborg stattfindenden Weltmeisterschaften gelangen dem Briten dann auch offiziell anerkannte Sprünge jenseits von achtzehn Metern.

## Länderwertungen 2. Liga
Die 2. Liga der Männer und Frauen wurde nun in zwei Gruppen ausgetragen. Die Wettbewerbe der Gruppe 1 fanden in Tallinn, Estland, statt. Die Gruppe 2 wurde in Velenje, Slowenien ausgetragen. Aus den beiden Gruppen qualifizierten sich die jeweils ersten beiden Teams für die Teilnahme an den beiden Gruppen der 1. Liga des nächsten Europacups. Unter den Teilnehmern befand sich hier auch wieder das Athletic-Association-of-Small-States-of-Europe-Team (AASSE-Team), eine gemeinsame Mannschaft europäischer Zwergstaaten. Hinzu kamen nun BR Jugoslawien und auch wieder Israel.
| Länderwertungen 2. Liga Gruppe 1 in Tallinn am 10./11. Juni | Länderwertungen 2. Liga Gruppe 1 in Tallinn am 10./11. Juni | Länderwertungen 2. Liga Gruppe 1 in Tallinn am 10./11. Juni | Länderwertungen 2. Liga Gruppe 1 in Tallinn am 10./11. Juni | Länderwertungen 2. Liga Gruppe 1 in Tallinn am 10./11. Juni | Länderwertungen 2. Liga Gruppe 1 in Tallinn am 10./11. Juni |
|                                                             | Frauen                                                      | Frauen                                                      |                                                             | Männer                                                      | Männer                                                      |
| Platz                                                       | Land                                                        | Punkte                                                      |                                                             | Land                                                        | Punkte                                                      |
| ----------------------------------------------------------- | ----------------------------------------------------------- | ----------------------------------------------------------- | ----------------------------------------------------------- | ----------------------------------------------------------- | ----------------------------------------------------------- |
| 1                                                           | Dänemark                                                    | 97                                                          |                                                             | Österreich                                                  | 102                                                         |
| 2                                                           | Island                                                      | 81                                                          |                                                             | Irland                                                      | 100                                                         |
| 3                                                           | Irland                                                      | 74                                                          |                                                             | BR Jugoslawien                                              | 099                                                         |
| 4                                                           | Estland                                                     | 72                                                          |                                                             | Estland                                                     | 081                                                         |
| 5                                                           | Lettland                                                    | 69                                                          |                                                             | Island                                                      | 072                                                         |
| 6                                                           | BR Jugoslawien                                              | 47                                                          |                                                             | Litauen                                                     | 050                                                         |
| 7                                                           | AASSE                                                       | 35                                                          |                                                             | AASSE                                                       | 043                                                         |

 qualifiziert für die 1. Liga des nächsten Europacups
| Länderwertungen 2. Liga Gruppe 2 in Velenje am 10./11. Juni | Länderwertungen 2. Liga Gruppe 2 in Velenje am 10./11. Juni | Länderwertungen 2. Liga Gruppe 2 in Velenje am 10./11. Juni | Länderwertungen 2. Liga Gruppe 2 in Velenje am 10./11. Juni | Länderwertungen 2. Liga Gruppe 2 in Velenje am 10./11. Juni | Länderwertungen 2. Liga Gruppe 2 in Velenje am 10./11. Juni |
|                                                             | Frauen                                                      | Frauen                                                      |                                                             | Männer                                                      | Männer                                                      |
| Platz                                                       | Land                                                        | Punkte                                                      |                                                             | Land                                                        | Punkte                                                      |
| ----------------------------------------------------------- | ----------------------------------------------------------- | ----------------------------------------------------------- | ----------------------------------------------------------- | ----------------------------------------------------------- | ----------------------------------------------------------- |
| 1                                                           | Bulgarien                                                   | 106                                                         |                                                             | Norwegen                                                    | 107                                                         |
| 2                                                           | Norwegen                                                    | 097                                                         |                                                             | Schweiz                                                     | 100                                                         |
| 3                                                           | Türkei                                                      | 074                                                         |                                                             | Slowakei                                                    | 089                                                         |
| 4                                                           | Slowakei                                                    | 065                                                         |                                                             | Zypern                                                      | 072                                                         |
| 5                                                           | Kroatien                                                    | 049                                                         |                                                             | Israel                                                      | 070                                                         |
| 6                                                           | Zypern                                                      | 048                                                         |                                                             | Kroatien                                                    | 068                                                         |
| 7                                                           | Israel                                                      | 036                                                         |                                                             | Türkei                                                      | 054                                                         |

 qualifiziert für die 1. Liga des nächsten Europacups

## Länderwertungen 1. Liga
Die Wettbewerbe in der 1. Liga wurden für Männer und Frauen gemeinsam ausgetragen. Die Teams der Gruppe 1 trafen sich in Basel (Schweiz), die Gruppe 2 fand in der finnischen Stadt Turku statt. Die beiden jeweiligen Gruppenersten qualifizierten sich für die Superliga des kommenden Europacups. In die 2. Liga absteigen mussten die Mannschaften auf den jeweils letzten beiden Plätzen.
| Länderwertungen 1. Liga Gruppe 1 – in Basel am 10./11. Juni | Länderwertungen 1. Liga Gruppe 1 – in Basel am 10./11. Juni | Länderwertungen 1. Liga Gruppe 1 – in Basel am 10./11. Juni | Länderwertungen 1. Liga Gruppe 1 – in Basel am 10./11. Juni | Länderwertungen 1. Liga Gruppe 1 – in Basel am 10./11. Juni | Länderwertungen 1. Liga Gruppe 1 – in Basel am 10./11. Juni |
|                                                             | Frauen                                                      | Frauen                                                      |                                                             | Männer                                                      | Männer                                                      |
| Platz                                                       | Land                                                        | Punkte                                                      |                                                             | Land                                                        | Punkte                                                      |
| ----------------------------------------------------------- | ----------------------------------------------------------- | ----------------------------------------------------------- | ----------------------------------------------------------- | ----------------------------------------------------------- | ----------------------------------------------------------- |
| 1                                                           | Spanien                                                     | 94,0                                                        |                                                             | Frankreich                                                  | 122,5                                                       |
| 2                                                           | Portugal                                                    | 88,0                                                        |                                                             | Norwegen                                                    | 101,0                                                       |
| 3                                                           | Tschechien                                                  | 88,5                                                        |                                                             | Tschechien                                                  | 098,5                                                       |
| 4                                                           | Norwegen                                                    | 82,0                                                        |                                                             | Portugal                                                    | 088,0                                                       |
| 5                                                           | Niederlande                                                 | 78,0                                                        |                                                             | Schweiz                                                     | 084,0                                                       |
| 6                                                           | Schweiz                                                     | 74,0                                                        |                                                             | Dänemark                                                    | 080,5                                                       |
| 7                                                           | Belgien                                                     | 56,0                                                        |                                                             | Niederlande                                                 | 073,5                                                       |
| 8                                                           | Österreich                                                  | 53,5                                                        |                                                             | Belgien                                                     | 070,0                                                       |

 qualifiziert für die Superliga des nächsten Europacups

 abgestiegen in die 2. Liga des nächsten Europacups
| Länderwertungen 1. Liga Gruppe 2 – in Turku am 10./11. Juni | Länderwertungen 1. Liga Gruppe 2 – in Turku am 10./11. Juni | Länderwertungen 1. Liga Gruppe 2 – in Turku am 10./11. Juni | Länderwertungen 1. Liga Gruppe 2 – in Turku am 10./11. Juni | Länderwertungen 1. Liga Gruppe 2 – in Turku am 10./11. Juni | Länderwertungen 1. Liga Gruppe 2 – in Turku am 10./11. Juni |
|                                                             | Frauen                                                      | Frauen                                                      |                                                             | Männer                                                      | Männer                                                      |
| Platz                                                       | Land                                                        | Punkte                                                      |                                                             | Land                                                        | Punkte                                                      |
| ----------------------------------------------------------- | ----------------------------------------------------------- | ----------------------------------------------------------- | ----------------------------------------------------------- | ----------------------------------------------------------- | ----------------------------------------------------------- |
| 1                                                           | Bulgarien                                                   | 117                                                         |                                                             | Finnland                                                    | 122,0                                                       |
| 2                                                           | Rumänien                                                    | 106                                                         |                                                             | Belarus                                                     | 102,0                                                       |
| 3                                                           | Finnland                                                    | 098                                                         |                                                             | Rumänien                                                    | 101,5                                                       |
| 4                                                           | Ungarn                                                      | 072                                                         |                                                             | Griechenland                                                | 100,0                                                       |
| 5                                                           | Griechenland                                                | 068                                                         |                                                             | Ungarn                                                      | 090,5                                                       |
| 6                                                           | Schweden                                                    | 065                                                         |                                                             | Lettland                                                    | 083,5                                                       |
| 7                                                           | Litauen                                                     | 046                                                         |                                                             | Bulgarien                                                   | 060,5                                                       |
| 8                                                           | Türkei                                                      | 039                                                         |                                                             | Slowakei                                                    | 059,0                                                       |

 qualifiziert für die Superliga des nächsten Europacups

 abgestiegen in die 2. Liga des nächsten Europacups

## Länderwertungen Superliga
Die Männermannschaften auf den letzten beiden Plätzen stiegen in die 1. Liga des nachfolgenden Europacups ab, bei den Frauen war nur das letztplatzierte Team vom Abstieg betroffen.
| Länderwertungen Superliga – in Villeneuve-d’Ascq am 24./25. Juni | Länderwertungen Superliga – in Villeneuve-d’Ascq am 24./25. Juni | Länderwertungen Superliga – in Villeneuve-d’Ascq am 24./25. Juni | Länderwertungen Superliga – in Villeneuve-d’Ascq am 24./25. Juni | Länderwertungen Superliga – in Villeneuve-d’Ascq am 24./25. Juni | Länderwertungen Superliga – in Villeneuve-d’Ascq am 24./25. Juni |
|                                                                  | Frauen                                                           | Frauen                                                           |                                                                  | Männer                                                           | Männer                                                           |
| Platz                                                            | Land                                                             | Punkte                                                           |                                                                  | Land                                                             | Punkte                                                           |
| ---------------------------------------------------------------- | ---------------------------------------------------------------- | ---------------------------------------------------------------- | ---------------------------------------------------------------- | ---------------------------------------------------------------- | ---------------------------------------------------------------- |
| 1                                                                | Russland                                                         | 117                                                              |                                                                  | Deutschland                                                      | 117,0                                                            |
| 2                                                                | Deutschland                                                      | 100                                                              |                                                                  | Großbritannien                                                   | 107,0                                                            |
| 3                                                                | Großbritannien                                                   | 085                                                              |                                                                  | Russland                                                         | 105,0                                                            |
| 4                                                                | Frankreich                                                       | 075                                                              |                                                                  | Italien                                                          | 096,5                                                            |
| 5                                                                | Ukraine                                                          | 075                                                              |                                                                  | Ukraine                                                          | 082,0                                                            |
| 6                                                                | Belarus                                                          | 071                                                              |                                                                  | Schweden                                                         | 078,5                                                            |
| 7                                                                | Italien                                                          | 052                                                              |                                                                  | Spanien                                                          | 067,0                                                            |
| 8                                                                | Polen                                                            | 037                                                              |                                                                  | Polen                                                            | 066,0                                                            |

 abgestiegen in die 1. Liga des nächsten Europacups

## Legende
Kurze Übersicht zur Bedeutung der Symbolik – so üblicherweise auch in sonstigen Veröffentlichungen verwendet:
| NR  | Nationaler Rekord                                            |
| NM  | ohne Höhe                                                    |
| ogV | ohne gültigen Versuch                                        |
| w   | Rückenwindunterstützung über dem erlaubten Limit von 2,0 m/s |
| x   | ungültig                                                     |
| o   | Höhe übersprungen                                            |
| –   | ausgelassen                                                  |
| r   | Wettkampf nicht fortgesetzt (retired)                        |

## Superliga: Resultate der Einzeldisziplinen

### Männer

#### 100 m
| Platz | Athlet            | Land | Zeit (s) |
| ----- | ----------------- | ---- | -------- |
| 1     | Linford Christie  | GBR  | 10,05    |
| 2     | Andrei Grigorjew  | RUS  | 10,27    |
| 3     | Matias Ghansah    | SWE  | 10,32    |
| 4     | Ezio Madonia      | ITA  | 10,32    |
| 5     | Marc Blume        | GER  | 10,37    |
| 6     | Jordi Mayoral     | ESP  | 10.46    |
| 7     | Dimitri Wanjaikin | UKR  | 10.48    |
| 8     | Marek Zalewski    | POL  | 10,64    |

Datum: 24. Juni
Wind: +2,0 m/s

#### 200 m
| Platz | Athlet              | Land | Zeit (s) |
| ----- | ------------------- | ---- | -------- |
| 1     | Linford Christie    | GBR  | 20,11    |
| 2     | Wladyslaw Dolohodin | UKR  | 20,35    |
| 3     | Alexander Sokolow   | RUS  | 20,64    |
| 4     | Christian Konieczny | GER  | 20,65    |
| 5     | Torbjörn Briksson   | SWE  | 20,81    |
| 6     | Krysztof Sienko     | POL  | 20,95    |
| 7     | Javier Navarro      | ESP  | 21,00    |
| 8     | Andrea Colombo      | ITA  | 21,00    |

Datum: 25. Juni
Wind: +1,9 m/s

#### 400 m
| Platz | Athlet            | Land | Zeit (s) |
| ----- | ----------------- | ---- | -------- |
| 1     | Mark Richardson   | GBR  | 45,43    |
| 2     | Andrea Nuti       | ITA  | 46,40    |
| 3     | Karsten Just      | GER  | 46,42    |
| 4     | Valentin Kulbazki | UKR  | 46,47    |
| 5     | Dmitri Kossow     | RUS  | 46,84    |
| 6     | Marko Granat      | SWE  | 47,18    |
| 7     | Paweł Januszewski | POL  | 47,44    |
| 8     | Cayetano Cornet   | ESP  | 47,56    |

Datum: 24. Juni

#### 800 m
| Platz | Athlet               | Land | Zeit (min) |
| ----- | -------------------- | ---- | ---------- |
| 1     | Nico Motchebon       | GER  | 1:46,75    |
| 2     | Andrzej Jakubiec     | POL  | 1:47,15    |
| 3     | Andrea Giocondi      | ITA  | 1:47,33    |
| 4     | Andrei Loginow       | RUS  | 1:47,33    |
| 5     | José Manuel Cerezo   | ESP  | 1:47,54    |
| 6     | Torbjörn Johansson   | SWE  | 1:48,01    |
| 7     | Anatoli Jakimowitsch | UKR  | 1:48,76    |
| 8     | Craig Winrow         | GBR  | 1 48,84    |

Datum: 25. Juni

#### 1500 m
| Platz | Athlet                 | Land | Zeit (min) |
| ----- | ---------------------- | ---- | ---------- |
| 1     | Rüdiger Stenzel        | GER  | 3:42,58    |
| 2     | Wjatscheslaw Schabunin | RUS  | 3:42,59    |
| 3     | Fermín Cacho           | ESP  | 3:44,20    |
| 4     | Gary Lough             | GBR  | 3:45,11    |
| 5     | Andrei Bulkowski       | UKR  | 3:45,87    |
| 6     | Piotr Rostkowski       | POL  | 3:46,08    |
| 7     | Giuseppe D’Urso        | ITA  | 3:49,46    |
| 8     | Jörgen Zaki            | BLR  | 3:50,96    |

Datum: 24. Juni

#### 5000 m
| Platz | Athlet            | Land | Zeit (min) |
| ----- | ----------------- | ---- | ---------- |
| 1     | Gennaro Di Napoli | ITA  | 13:45,57   |
| 2     | John Nuttall      | GBR  | 13:46,82   |
| 3     | Manuel Pancorbo   | ESP  | 13:48,93   |
| 4     | Wener Kaschajew   | RUS  | 13:49,69   |
| 5     | Michal Martoszak  | POL  | 13:53,57   |
| 6     | Thorsten Naumann  | GER  | 13:55,91   |
| 7     | Claes Nyberg      | SWE  | 14:00,66   |
| 8     | Wiktor Rohowyj    | UKR  | 14:36,67   |

Datum: 25. Juni

#### 10.000 m
| Platz | Athlet           | Land | Zeit (min) |
| ----- | ---------------- | ---- | ---------- |
| 1     | Stefano Baldini  | ITA  | 28:45,77   |
| 2     | Stephan Freigang | GER  | 28:46,34   |
| 3     | Alejandro Gómez  | ESP  | 28:46,76   |
| 4     | Oleg Strischakow | RUS  | 29:00,78   |
| 5     | Waleri Tschesak  | UKR  | 29:22,07   |
| 6     | Justin Hobbs     | GBR  | 29:25,92   |
| 7     | Bjarne Thysell   | SWE  | 29:48,42   |
| 8     | Piotr Gładki     | POL  | 30:52,47   |

Datum: 24. Juni

#### 110 m Hürden
| Platz | Athlet                  | Land | Zeit (s) |
| ----- | ----------------------- | ---- | -------- |
| 1     | Florian Schwarthoff     | GER  | 13,28    |
| 2     | Andy Tulloch            | GBR  | 13,64    |
| 3     | Dimitri Kolesnitschenko | UKR  | 13,67    |
| 4     | Niklas Briksson         | SWE  | 13,69    |
| 5     | Gennadi Dakschewitsch   | RUS  | 13,76    |
| 6     | Ronald Mehlich          | POL  | 13,79    |
| 7     | Miguel de los Santos    | ESP  | 13,92    |
| 8     | Dario Volturara         | ITA  | 14,12    |

Datum: 25. Juni
Wind: +1,0 m/s

#### 400 m Hürden
| Platz | Athlet               | Land | Zeit (s) |
| ----- | -------------------- | ---- | -------- |
| 1     | Laurent Ottoz        | ITA  | 49,30    |
| 2     | Ruslan Maschtschenko | RUS  | 49,49    |
| 3     | Sven Nylander        | SWE  | 49,64    |
| 4     | Gary Jennings        | GBR  | 50,43    |
| 5     | Gennadi Gorbenko     | UKR  | 50,54    |
| 6     | Michael Kaul         | GER  | 50,63    |
| 7     | Piotr Kotlarski      | POL  | 50,84    |
| 8     | Íñigo Monreal        | ESP  | 51,86    |

Datum: 24. Juni

#### 3000 m Hindernis
| Platz | Athlet                  | Land | Zeit (min) |
| ----- | ----------------------- | ---- | ---------- |
| 1     | Alessandro Lambruschini | ITA  | 8:21,94    |
| 2     | Steffen Brand           | GER  | 8:24,00    |
| 3     | Javier Rodríguez        | ESP  | 8:25,03    |
| 4     | Wladimir Pronin         | RUS  | 8:25,93    |
| 5     | Justin Chaston          | GBR  | 8:26,82    |
| 6     | Rafał Wójcik            | POL  | 8:38,98    |
| 7     | Alexei Pazerin          | UKR  | 8:42,32    |
| 8     | Magnus Bengtsson        | SWE  | 8:58,87    |

Datum: 25. Juni

#### 4 × 100 m Staffel
| Platz | Besetzung      | Land                                                                         | Zeit (s) |
| ----- | -------------- | ---------------------------------------------------------------------------- | -------- |
| 1     | Großbritannien | Jason Gardener Tony Jarrett Darren Braithwaite Linford Christie              | 38,73    |
| 2     | Deutschland    | Christian Konieczny Robert Kurnicki Michael Huke Marcel Blume                | 39,12    |
| 3     | Italien        | Angelo Cipolloni Alessandro Orlandi Ezio Madonia Andrea Colombo              | 39,19    |
| 4     | Schweden       | Patrik Strenius Matias Ghansah Lars Hedner Peter Karlsson                    | 39,31    |
| 5     | Ukraine        | Konstantin Rurak Dimitri Wanjaikin Alexei Tschichatschew Wladyslaw Dolohodin | 39,31    |
| 6     | Spanien        | Luis Turón Francisco Navarro Jordi Mayoral Pedro Pablo Nolet                 | 39,77    |
| 7     | Polen          | Marcin Krzywański Piotr Wrotek Marek Zalewski Michal Michalski               | 39,86    |
| 8     | Russland       | Alexandr Porchomowski Alexander Sokolow Andrei Grigorjew Konstantin Djomin   | 40,93    |

Datum: 24. Juni

#### 4 × 400 m Staffel
| Platz | Besetzung      | Land                                                                  | Zeit (min) |
| ----- | -------------- | --------------------------------------------------------------------- | ---------- |
| 1     | Großbritannien | Iwan Thomas Adrian Patrick Mark Richardson Roger Black                | 3:00,34    |
| 2     | Italien        | Marco Vaccari Fabrizio Mori Alessandro Aimar Andrea Nuti              | 3:04,27    |
| 3     | Deutschland    | Kai Karsten Daniel Bittner Markus Rau Uwe Jahn                        | 3:04,28    |
| 4     | Polen          | Piotr Rysiukiewicz Paweł Januszewski Robert Maćkowiak Tomasz Jędrusik | 3:04,42    |
| 5     | Russland       | Dmitri Kossow Michail Wdowin Ruslan Maschtschenko Dmitri Golowastow   | 3:04,46    |
| 6     | Ukraine        | Roman Kalkin Gennadi Gorbenko Walentin Kulbatski Oleh Twerdochleb     | 3:05,54    |
| 7     | Schweden       | Marko Granat Sven Nylander Johan Lannefors Niklas Wallenlind          | 3:06,96    |
| 8     | Spanien        | Pablo Escribá Íñigo Monreal Manuel Moreno Cayetano Cornet             | 3:07,67    |

Datum: 25. Juni

#### Hochsprung
| Platz | Athlet                  | Land | Höhe (m) | Versuchsserie (m) | Versuchsserie (m) | Versuchsserie (m) | Versuchsserie (m) | Versuchsserie (m) | Versuchsserie (m) | Versuchsserie (m) | Versuchsserie (m) | Versuchsserie (m) | Versuchsserie (m) | Versuchsserie (m) |
| Platz | Athlet                  | Land | Höhe (m) | 2,10              | 2,15              | 2,18              | 2,21              | 2,23              | 2,25              | 2,27              | 2,29              | 2,31              | 2,33              | 2,35              |
| 1     | Steve Smith             | GBR  | 2,31     | –                 | o                 | –                 | –                 | o                 | –                 | xo                | –                 | xxo               | –                 | xxx               |
| 2     | Patrik Sjöberg          | SWE  | 2,31     | –                 | –                 | –                 | o                 | –                 | xxo               | xo                | –                 | xxo               | xxx               |                   |
| 3     | Artur Partyka           | POL  | 2,25     | –                 | o                 | –                 | –                 | –                 | xo                | –                 | xxx               |                   |                   |                   |
| 4     | Wolf-Hendrik Beyer      | GER  | 2,25     | –                 | xo                | x                 | o                 | xxo               | xo                | xxx               |                   |                   |                   |                   |
| 5     | Wjatscheslaw Tirtschnik | UKR  | 2,23     | xo                | o                 | o                 | o                 | xxo               | xxx               |                   |                   |                   |                   |                   |
| 6     | Arturo Ortiz            | ESP  | 2,21     | o                 | xo                | –                 | xo                | –                 | xx–               | x                 |                   |                   |                   |                   |
| 7     | Grigori Fjodorkow       | RUS  | 2,15     | xo                | o                 | –                 | xxx               |                   |                   |                   |                   |                   |                   |                   |
| 8     | Ettore Ceresoli         | ITA  | 2,15     | o                 | xo                | –                 | xxx               |                   |                   |                   |                   |                   |                   |                   |

Datum: 24. Juni

#### Stabhochsprung
| Platz | Athlet               | Land | Höhe (m) | Versuchsserie (m) | Versuchsserie (m) | Versuchsserie (m) | Versuchsserie (m) | Versuchsserie (m) | Versuchsserie (m) | Versuchsserie (m) | Versuchsserie (m) | Versuchsserie (m) | Versuchsserie (m) |
| Platz | Athlet               | Land | Höhe (m) | 5,00              | 5,20              | 5,40              | 5,50              | 5,60              | 5,65              | 5,70              | 5,75              | 5,80              | 6,00              |
| 1     | Igor Trandenkow      | RUS  | 5,80     | –                 | –                 | –                 | –                 | o                 | –                 | –                 | –                 | xxo               | xxx               |
| 2     | Patrik Stenlund      | SWE  | 5,60     | –                 | o                 | xo                | o                 | xo                | –                 | –                 | xxx               |                   |                   |
| 3     | Javier García        | ESP  | 5,50     | –                 | o                 | o                 | o                 | x–                | xx                |                   |                   |                   |                   |
| 4     | Andrea Pegoraro      | ITA  | 5,50     | –                 | xo                | xo                | o                 | xxx               |                   |                   |                   |                   |                   |
| 5     | Wjacheslaw Schutejew | UKR  | 5,50     | –                 | xo                | o                 | xxo               | xxx               |                   |                   |                   |                   |                   |
| 6     | Nick Buckfield       | GBR  | 5,20     | –                 | o                 | xxx               |                   |                   |                   |                   |                   |                   |                   |
| 7     | Adam Kolasa          | POL  | 5,20     | o                 | xo                | xxx               |                   |                   |                   |                   |                   |                   |                   |
| NM    | Tim Lobinger         | GER  | ogV      | –                 | xxx               |                   |                   |                   |                   |                   |                   |                   |                   |

Datum: 25. Juni

#### Weitsprung
| Platz | Athlet               | Land | Weite (m) | Versuchsserie (m) | Versuchsserie (m) | Versuchsserie (m) | Versuchsserie (m) | Versuchsserie (m) | Versuchsserie (m) |
| Platz | Athlet               | Land | Weite (m) | 1. Versuch        | 2. Versuch        | 3. Versuch        | 4. Versuch        | 5. Versuch        | 6. Versuch        |
| 1     | Stanislaw Tarassenko | RUS  | 8,32 w    | 7,9600            | 8,1400            | 8,0100            | 8,32 w            | x                 | x                 |
| 2     | Konstantin Krause    | GER  | 8,1100    | x                 | x                 | 8,1100            | x                 | x                 | 8,0700            |
| 3     | Witalij Kyrylenko    | UKR  | 8,11 w    | 7,4800            | 7,49 w            | 7,85 w            | 8,00 w            | 8,04 w            | 8,11 w            |
| 4     | Roberto Coltri       | ITA  | 8,1100    | 7,6000            | x                 | x                 | 8,01 w            | 7,91 w            | 8,1100            |
| 5     | Krzysztof Łuczak     | POL  | 7,96 w    | 7,7100            | 6,9300            | 7,96 w            | x                 | x                 | 7,7300            |
| 6     | Jesús Oliván         | ESP  | 7,86 w    | 7,67 w            | 7,86 w            | 7,59 w            | 7,79 w            | 7,73 w            | x                 |
| 7     | Peter Oldin          | SWE  | 7,69 w    | 7,63 w            | x                 | x                 | x                 | x                 | 7,69 w            |
| 8     | John Munroe          | GBR  | 7,6400    | 7,5500            | 7,6400            | 7,54 w            | 7,51 w            | 7,4200            | 7,5000            |

Datum: 24. Juni

#### Dreisprung
| Platz | Athlet             | Land | Weite (m) | Versuchsserie (m) | Versuchsserie (m) | Versuchsserie (m) | Versuchsserie (m) | Versuchsserie (m) | Versuchsserie (m) |
| Platz | Athlet             | Land | Weite (m) | 1. Versuch        | 2. Versuch        | 3. Versuch        | 4. Versuch        | 5. Versuch        | 6. Versuch        |
| 1     | Jonathan Edwards   | GBR  | 18,43 w   | 17,90 w           | 18,43 w           | 17,7200           | 18,39 w           | –                 | –                 |
| 2     | Jacek Butkiewicz   | POL  | 17,14 w   | 16,4900           | 16,29 w           | 17,14 w           | 17,0500           | x                 | –                 |
| 3     | Arne Holm          | SWE  | 16,70 w   | 15,6000           | 16,6400           | 16,64 w           | 15,6900           | 16,70 w           | 16,70 w           |
| 4     | Julio López        | ESP  | 16,67 w   | 14,5300           | 16,63 w           | x                 | x                 | 15,6700           | 16,67 w           |
| 5     | Volker Mai         | GER  | 16,5700   | 15,92 w           | 16,5600           | 16,3300           | 16,5700           | 16,2400           | 16,42 w           |
| 6     | Andrea Matarazzo   | ITA  | 16,4400   | 15,7200           | x                 | 16,5000           | 15,8000           | 15,89 w           | 16,4400           |
| 7     | Wiktor Sotnikow    | RUS  | 16,28 w   | 15,60 w           | 16,28 w           | 15,68 w           | 15,7700           | 15,7400           | 14,9700           |
| 8     | Gennadi Gluschenko | UKR  | 16,20 w   | 15,86 w           | 13,4100           | 15,66 w           | x                 | 16,0900           | 16,20 w           |

Datum: 25. Juni

#### Kugelstoßen
| Platz | Athlet             | Land | Weite (m) | Versuchsserie (m)       | Versuchsserie (m)       | Versuchsserie (m)       | Versuchsserie (m)       | Versuchsserie (m)       | Versuchsserie (m)       |
| Platz | Athlet             | Land | Weite (m) | 1. Versuch              | 2. Versuch              | 3. Versuch              | 4. Versuch              | 5. Versuch              | 6. Versuch              |
| 1     | Oleksandr Bahatsch | UKR  | 20,65     | 20,26                   | x                       | 20,18                   | 20,24                   | 20,65                   | x                       |
| 2     | Oliver-Sven Buder  | GER  | 20,28     | 20,15                   | 20,28                   | 20,12                   | 20,26                   | 20,25                   | 20,22                   |
| 3     | Paolo Dal Soglio   | ITA  | 19,65     | 19,65                   | x                       | x                       | x                       | x                       | x                       |
| 4     | Manuel Martínez    | ESP  | 18,97     | 18,54                   | 18,92                   | 18,37                   | 18,09                   | x                       | 18,97                   |
| 5     | Thomas Hammarsten  | SWE  | 18,54     | 18,54                   | 18,27                   | 17,97                   | x                       | 18,21                   | x                       |
| 6     | Sergei Nikolajew   | RUS  | 18,49     | 18,35                   | 18,49                   | 18,30                   | 18,31                   | x                       | x                       |
| 7     | Piotr Perzylo      | POL  | 18,11     | x                       | x                       | 17,50                   | 18,00                   | 18,11                   | x                       |
| 8     | Matthew Simson     | GBR  | 17,72     | Versuchsserie unbekannt | Versuchsserie unbekannt | Versuchsserie unbekannt | Versuchsserie unbekannt | Versuchsserie unbekannt | Versuchsserie unbekannt |

Datum: 24. Juni

#### Diskuswurf
| Platz | Athlet               | Land | Weite (m) | Versuchsserie (m) | Versuchsserie (m) | Versuchsserie (m) | Versuchsserie (m) | Versuchsserie (m) | Versuchsserie (m) |
| Platz | Athlet               | Land | Weite (m) | 1. Versuch        | 2. Versuch        | 3. Versuch        | 4. Versuch        | 5. Versuch        | 6. Versuch        |
| 1     | Lars Riedel          | GER  | 68,76     | 67,12             | 67,42             | x                 | 68,76             | 66,90             | x                 |
| 2     | Sergei Ljachow       | RUS  | 63,82     | 61,48             | 61,48             | 63,82             | x                 | x                 | x                 |
| 3     | Robert Weir          | GBR  | 62,94     | 58,50             | 62,94             | 60,26             | 59,72             | 59,34             | 61,04             |
| 4     | Kristian Pettersson  | SWE  | 62,52     | 62,52             | x                 | 59,54             | x                 | x                 | 62,52             |
| 5     | Wladimir Sintschenko | UKR  | 59,74     | 57,64             | 58,26             | 57,32             | 56,50             | 58,06             | 59,74             |
| 6     | Diego Fortuna        | ITA  | 58,52     | x                 | 57,14             | 53,56             | 56,24             | 57,20             | 58,52             |
| 7     | David Martínez       | ESP  | 57,48     | 54,92             | x                 | 52,96             | 55,10             | 56,22             | 57,48             |
| 8     | Andrzej Krawczyk     | POL  | 55,62     | 52,82             | 64,92             | x                 | 55,62             | x                 | x                 |

Datum: 25. Juni

#### Hammerwurf
| Platz | Athlet            | Land | Weite (m) | Versuchsserie (m) | Versuchsserie (m) | Versuchsserie (m) | Versuchsserie (m) | Versuchsserie (m) | Versuchsserie (m) |
| Platz | Athlet            | Land | Weite (m) | 1. Versuch        | 2. Versuch        | 3. Versuch        | 4. Versuch        | 5. Versuch        | 6. Versuch        |
| 1     | Ilja Konowalow    | RUS  | 79,66     | 77,90             | 79,66             | 77,62             | 75,28             | 76,64             | 76,70             |
| 2     | Wadim Kolesnik    | UKR  | 77,60     | 75,54             | x                 | 77,46             | 74,60             | 77,60             | x                 |
| 3     | Karsten Kobs      | GER  | 76,32     | 74,54             | x                 | 76,32             | 74,40             | 74,98             | 76,18             |
| 4     | Per Karlsson      | SWE  | 75,22     | 71,66             | 74,76             | x                 | x                 | x                 | 75,22             |
| 5     | Enrico Sgrulletti | ITA  | 75,14     | 72,48             | 74,10             | x                 | 73,06             | 75,14             | 70,16             |
| 6     | Szymon Ziółkowski | POL  | 72,66     | x                 | 70,46             | 70,48             | x                 | 70,82             | 72,66             |
| 7     | Peter Vivian      | GBR  | 71,28     | 69,74             | x                 | 70,72             | x                 | 70,82             | 71,28             |
| 8     | José Manuel Pérez | ESP  | 66,76     | x                 | x                 | x                 | x                 | 66,76             | x                 |

Datum: 25. Juni

#### Speerwurf
| Platz | Athlet          | Land | Weite (m) | Versuchsserie (m) | Versuchsserie (m) | Versuchsserie (m) | Versuchsserie (m) | Versuchsserie (m) | Versuchsserie (m) |
| Platz | Athlet          | Land | Weite (m) | 1. Versuch        | 2. Versuch        | 3. Versuch        | 4. Versuch        | 5. Versuch        | 6. Versuch        |
| 1     | Raymond Hecht   | GER  | 87,24     | 87,24             | r                 | r                 | r                 | r                 | r                 |
| 2     | Andrzej Morujew | RUS  | 82,80     | 79,94             | 79,12             | 80,42             | 79,40             | 81,40             | 82,80             |
| 3     | Steve Backley   | GBR  | 81,96     | 80,84             | 80,60             | 81,10             | 81,96             | 80,46             | 80,54             |
| 4     | Mirosław Witek  | POL  | 78,00     | x                 | 73,80             | 78,00             | x                 | 77,56             | 77,42             |
| 5     | Andrij Uhlow    | UKR  | 75,82     | 63,56             | 71,96             | 75,82             | r                 | r                 | r                 |
| 6     | Peter Borglund  | SWE  | 73,76     | 72,24             | 68,94             | 69,26             | 73,76             | 70,62             | x                 |
| 7     | Carlo Sonego    | ITA  | 68,92     | 67,08             | 68,60             | 68,92             | x                 | 67,84             | x                 |
| 8     | Julián Sotelo   | ESP  | 64,58     | 63,86             | 63,58             | x                 | 64,58             | 61,22             | 63,04             |

Datum: 24. Juni

### Frauen

#### 100 m
| Platz | Athletin                | Land | Zeit (s) |
| ----- | ----------------------- | ---- | -------- |
| 1     | Melanie Paschke         | GER  | 11,08    |
| 2     | Jekaterina Leschtschowa | RUS  | 11,16    |
| 3     | Delphine Combe          | FRA  | 11,30    |
| 4     | Stephanie Douglas       | GBR  | 11,30    |
| 5     | Iryna Pucha             | UKR  | 11,35    |
| 6     | Natalia Winogradowa     | BLR  | 11,49    |
| 7     | Laura Ardissone         | ITA  | 11,55    |
| 8     | Izabela Czajko          | POL  | 11,64    |

Datum: 24. Juni
Wind: +2,0 m/s

#### 200 m
| Platz | Athletin            | Land | Zeit (s) |
| ----- | ------------------- | ---- | -------- |
| 1     | Silke-Beate Knoll   | GER  | 22,45    |
| 2     | Marina Trandenkowa  | RUS  | 22,67    |
| 3     | Victorija Fomenko   | UKR  | 22,75    |
| 4     | Paula Thomas        | GBR  | 22,89    |
| 5     | Delphine Combe      | FRA  | 23,11    |
| 6     | Natalia Winogradowa | BLR  | 23,15    |
| 7     | Giada Gallina       | ITA  | 23,53    |
| 8     | Izabela Czajko      | POL  | 23,93    |

Datum: 25. Juni
Wind: +0,8 m/s

#### 400 m
| Platz | Athletin         | Land | Zeit (s) |
| ----- | ---------------- | ---- | -------- |
| 1     | Melanie Neef     | GBR  | 51,35    |
| 2     | Julija Sotnikowa | RUS  | 51,81    |
| 3     | Olena Rurak      | UKR  | 52,92    |
| 4     | Évelyne Élien    | FRA  | 52,92    |
| 5     | Linda Kisabaka   | GER  | 53,06    |
| 6     | Danielle Perpoli | ITA  | 53,12    |
| 7     | Hanna Kosak      | BLR  | 53,59    |
| 8     | Barbara Grzywocz | POL  | 54,90    |

Datum: 24. Juni

#### 800 m
| Platz | Athletin             | Land | Zeit (min) |
| ----- | -------------------- | ---- | ---------- |
| 1     | Jelena Afanassjewa   | RUS  | 1:59,26    |
| 2     | Patricia Djaté       | FRA  | 1:59,73    |
| 3     | Natallja Duchnowa    | BLR  | 2:00,07    |
| 4     | Sonya Bowyer         | GBR  | 2:01,67    |
| 5     | Lidia Chojecka       | POL  | 2:02,42    |
| 6     | Kati Kovács          | GER  | 2:02,95    |
| 7     | Eleonora Berlanda    | ITA  | 2:04,63    |
| 8     | Swetlana Twerdochleb | UKR  | 2:04,87    |

Datum: 24. Juni

#### 1500 m
| Platz | Athletin               | Land | Zeit (min) |
| ----- | ---------------------- | ---- | ---------- |
| 1     | Kelly Holmes           | GBR  | 4:07,02    |
| 2     | Jekaterina Podkopajewa | RUS  | 4:07,88    |
| 3     | Swetlana Miroschnik    | UKR  | 4:07,94    |
| 4     | Carmen Wüstenhagen     | GER  | 4:09,77    |
| 5     | Yelena Bychkovskaya    | BLR  | 4:10,79    |
| 6     | Frédérique Quentin     | FRA  | 4:11,95    |
| 7     | Małgorzata Rydz        | POL  | 4:14,78    |
| 8     | Serenella Sbrissa      | ITA  | 4:16,52    |

Datum: 25. Juni

#### 5000 m
| Platz | Athletin            | Land | Zeit (min) |
| ----- | ------------------- | ---- | ---------- |
| 1     | Wiktoria Nenaschewa | RUS  | 15:16,06   |
| 2     | Alison Wyeth        | GBR  | 15:19,44   |
| 3     | Tamara Koba         | UKR  | 15:20,97   |
| 4     | Silvia Sommaggio    | ITA  | 15:32,20   |
| 5     | Rosario Murcia      | FRA  | 15:32,80   |
| 6     | Jelena Masowka      | BLR  | 15:36,09   |
| 7     | Claudia Dreher      | GER  | 15:54,93   |
| 8     | Renata Sobiesiak    | POL  | 16:56,87   |

Datum: 24. Juni

#### 10.000 m
| Platz | Athletin          | Land | Zeit (min) |
| ----- | ----------------- | ---- | ---------- |
| 1     | Maria Guida       | ITA  | 32:01,75   |
| 2     | Uta Pippig        | GER  | 32:14,66   |
| 3     | Alla Schiljajewa  | RUS  | 32:17,62   |
| 4     | Liz McColgan      | GBR  | 32:22,09   |
| 5     | Natalja Haluschko | BLR  | 32:50,12   |
| 6     | Nicole Lévêque    | FRA  | 33:57,31   |
| 7     | Yuliya Kovalyova  | UKR  | 34:29,74   |
| 8     | Dorota Gruca      | POL  | 35:50,12   |

Datum: 25. Juni

#### 100 m Hürden
| Platz | Athletin           | Land | Zeit (s) |
| ----- | ------------------ | ---- | -------- |
| 1     | Julija Graudyn     | RUS  | 12,86    |
| 2     | Jelena Owtscharowa | UKR  | 12,88    |
| 3     | Jackie Agyepong    | GBR  | 12,90    |
| 4     | Monique Tourret    | FRA  | 12,92    |
| 5     | Lidija Jurkowa     | BLR  | 13,01    |
| 6     | Caren Jung         | GER  | 13,13    |
| 7     | Carla Tuzzi        | ITA  | 13,16    |
| 8     | Urszula Włodarczyk | POL  | 13,56    |

Datum: 25. Juni
Wind: +1,5 m/s

#### 400 m Hürden
| Platz | Athletin              | Land | Zeit (s) |
| ----- | --------------------- | ---- | -------- |
| 1     | Marie-José Pérec      | FRA  | 54,51    |
| 2     | Tazjana Kurotschkina  | BLR  | 55,59    |
| 3     | Tetjana Tereschtschuk | UKR  | 56,05    |
| 4     | Heike Meißner         | GER  | 56,25    |
| 5     | Monika Warnicka       | POL  | 56,35    |
| 6     | Olga Nasarowa         | RUS  | 57,61    |
| 7     | Louise Fraser         | GBR  | 57,91    |
| 8     | Virna De Angeli       | ITA  | 58,16    |

Datum: 24. Juni

#### 4 × 100 m Staffel
| Platz | Land           | Besetzung                                                                       | Zeit (s) |
| ----- | -------------- | ------------------------------------------------------------------------------- | -------- |
| 1     | Russland       | Natalja Woronowa Galina Maltschugina Marina Trandenkowa Jekaterina Leschtschowa | 42,74    |
| 2     | Deutschland    | Melanie Paschke Birgit Rockmeier Silke-Beate Knoll Silke Lichtenhagen           | 43,15    |
| 3     | Frankreich     | Patricia Girard Odiah Sidibé Delphine Combe Maguy Nestoret                      | 43,63    |
| 4     | Großbritannien | Stephanie Douglas Katherine Merry Simmone Jacobs Paula Thomas                   | 44,10    |
| 5     | Italien        | Laura Ardissone Carla Tuzzi Giada Gallina Manuela Levorato                      | 44,27    |
| 6     | Ukraine        | Anzhelika Schewtschuk Victorija Fomenko Anschela Balachonowa Iryna Pucha        | 44,35    |
| 7     | Belarus        | Margarita Molchan Natalia Winogradowa Natalia Worobijewa Natallja Salahub       | 44,85    |
| 8     | Polen          | Anna Głowacka Dorota Krawczak Monika Borejza Izabela Czajko                     | 45,47    |

Datum: 24. Juni

#### 4 × 400 m Staffel
| Platz | Land           | Besetzung                                                                | Zeit (min) |
| ----- | -------------- | ------------------------------------------------------------------------ | ---------- |
| 1     | Russland       | Jelena Andrejewa Tatjana Tschebykina Julija Sotnikowa Olga Nasarowa      | 3:24,69000 |
| 2     | Deutschland    | Karin Janke Jana Schönenberger Sandra Kuschmann Uta Rohländer            | 3:26,23000 |
| 3     | Ukraine        | Victorija Fomenko Jana Manuilowa Olga Moros Olena Rurak                  | 3:27,33000 |
| 4     | Großbritannien | Melanie Neef Lorraine Hanson Sharon Tunaley Georgina Oladapo             | 3:28,34000 |
| 5     | Italien        | Francesca Carbone Patrizia Spuri Danielle Perpoli Virna De Angeli        | 3:29,39 NR |
| 6     | Frankreich     | Évelyne Élien Sophie Domenech Francine Landre Marie-Line Scholent        | 3:29,64000 |
| 7     | Belarus        | Hanna Kosak Tamara Kuprianowitsch Tazjana Kurotschkina Natallja Duchnowa | 3:29,65000 |
| 8     | Polen          | Barbara Grzywocz Sylwia Kwilinska Inga Tarnawska Sylwia Pachut           | 3:34,72000 |

Datum: 25. Juni
Die italienische Staffel stellte mit 3:29,39 min einen neuen Landesrekord auf.

#### Hochsprung
| Platz | Athletin               | Land | Höhe (m) | Versuchsserie (m) | Versuchsserie (m) | Versuchsserie (m) | Versuchsserie (m) | Versuchsserie (m) | Versuchsserie (m) | Versuchsserie (m) | Versuchsserie (m) | Versuchsserie (m) | Versuchsserie (m) | Versuchsserie (m) | Versuchsserie (m) |
| Platz | Athletin               | Land | Höhe (m) | 1,70              | 1,75              | 1,80              | 1,83              | 1,86              | 1,89              | 1,92              | 1,94              | 1,96              | 1,98              | 2,00              | 2,04              |
| 1     | Alina Astafei          | GER  | 2,00     | –                 | –                 | –                 | –                 | o                 | o                 | x–                | o                 | –                 | o                 | o                 | xxx               |
| 2     | Tatjana Motkowa        | RUS  | 1,98     | –                 | –                 | –                 | –                 | o                 | o                 | o                 | o                 | o                 | xo                | xxx               |                   |
| 3     | Tazzjana Scheutschyk   | BLR  | 1,96     | –                 | –                 | –                 | o                 | o                 | o                 | o                 | o                 | o                 | xxx               |                   |                   |
| 4     | Katarzyna Majchrzak    | POL  | 1,92     | –                 | –                 | o                 | –                 | o                 | o                 | o                 | xxx               |                   |                   |                   |                   |
| 5     | Larissa Serebrjanskaja | UKR  | 1,89     | –                 | o                 | xo                | xo                | o                 | xxo               | xxx               |                   |                   |                   |                   |                   |
| 6     | Lea Haggett            | GBR  | 1,86     | –                 | o                 | o                 | o                 | xo                | xxx               |                   |                   |                   |                   |                   |                   |
| 7     | Isabelle Jeanne        | FRA  | 1,86     | –                 | xo                | o                 | xo                | xo                | xxx               |                   |                   |                   |                   |                   |                   |
| 8     | Stefania Lovison       | ITA  | 1,80     | o                 | xo                | xo                | xxx               |                   |                   |                   |                   |                   |                   |                   |                   |

Datum: 25. Juni

#### Weitsprung
| Platz | Athletin             | Land | Weite (m) | Versuchsserie (m) | Versuchsserie (m) | Versuchsserie (m) | Versuchsserie (m) | Versuchsserie (m) | Versuchsserie (m) |
| Platz | Athletin             | Land | Weite (m) | 1. Versuch        | 2. Versuch        | 3. Versuch        | 4. Versuch        | 5. Versuch        | 6. Versuch        |
| 1     | Heike Drechsler      | GER  | 7,04 w0   | 7,04 w            | x                 | –                 | x                 | –                 | –                 |
| 2     | Fiona May            | ITA  | 6,98 w0   | 6,5700            | 6,96 NR           | 6,77000           | 6,98 w0           | 6,74 w            | 6,7300            |
| 3     | Nadine Caster        | FRA  | 6,94 NR   | 6,86 w            | x                 | 6,7200            | 6,94 NR           | 6,67 w            | x                 |
| 4     | Olga Rubljowa        | RUS  | 6,93 w0   | 6,93 w            | 6,67 w0           | 6,9000            | 6,91 w0           | 6,8700            | 6,8000            |
| 5     | Agata Karczmarek     | POL  | 6,72000   | 6,67 w            | 6,72000           | 6,66 w            | x                 | 6,63 w            | x                 |
| 6     | Olena Chlopotnowa    | UKR  | 6,69000   | 6,69000           | 6,53000           | 6,62 w            | 3,78000           | 6,44 w            | 6,21 w            |
| 7     | Anzhela Atroshchenko | BLR  | 6,51 w0   | 6,46 w            | 4,61000           | 6,47 w            | x                 | 6,2100            | 6,51 w            |
| 8     | Denise Lewis         | GBR  | 6,51000   | 6,2200            | 6,51000           | 6,1700            | x                 | 6,22 w            | 6,2800            |

Datum: 25. Juni
In diesem Wettbewerb wurden zwei Landesrekorde aufgestellt:
- 6,96 m – Fiona May (Italien), zweiter Versuch. Mit 6,98 m gelang ihr im vierten Durchgang noch ein weiterer Sprung, der jedoch von zu starkem Rückenwind begleitet war.
- 6,94 m – Nadine Caster (Frankreich) vierter Versuch

#### Dreisprung
| Platz | Athletin            | Land | Weite (m) | Versuchsserie (m) | Versuchsserie (m) | Versuchsserie (m) | Versuchsserie (m) | Versuchsserie (m) | Versuchsserie (m) |
| Platz | Athletin            | Land | Weite (m) | 1. Versuch        | 2. Versuch        | 3. Versuch        | 4. Versuch        | 5. Versuch        | 6. Versuch        |
| 1     | Ashia Hansen        | GBR  | 14,37 NR  | 14,2200           | 14,3700           | x                 | 14,3200           | –                 | x                 |
| 2     | Jelena Sintschukowa | RUS  | 14,30 w0  | 13,98 w           | x                 | 13,9200           | 14,02 w           | 13,86 w           | 14,30 w           |
| 3     | Schanna Gurejewa    | BLR  | 14,25 NR  | x                 | 13,1700           | 14,02 w           | 14,2500           | 14,1700           | 14,18 w           |
| 4     | Jelena Klusowitsch  | UKR  | 14,08000  | 13,89 w           | x                 | 13,9300           | 14,0800           | x                 | 13,92 w           |
| 5     | Barbara Lah         | ITA  | 14,06 w0  | 13,8900           | x                 | 13,7000           | 14,06 w           | x                 | 13,86 w           |
| 6     | Caroline Honoré     | FRA  | 13,73 w0  | 13,43 w           | 13,73 w           | 13,5400           | 13,5500           | 13,4500           | 13,51 w           |
| 7     | Ramona Molzan       | GER  | 13,39 w0  | 13,20 w           | x                 | x                 | 13,39 w           | 12,72 w           | x                 |
| 8     | Ilona Pazoła        | POL  | 13,31000  | 12,9500           | 13,0600           | 12,9600           | 13,1000           | 13,0900           | 13,3100           |

Datum: 24. Juni
Im Dreisprung gab es zwei Landesrekorde:
- 14,37 m – Ashia Hansen (Großbritannien), zweiter Versuch
- 14,25 m – Schanna Gurejewa (Belarus) vierter Versuch

#### Kugelstoßen
| Platz | Athletin           | Land | Weite (m) | Versuchsserie (m) | Versuchsserie (m) | Versuchsserie (m) | Versuchsserie (m) | Versuchsserie (m) | Versuchsserie (m) |
| Platz | Athletin           | Land | Weite (m) | 1. Versuch        | 2. Versuch        | 3. Versuch        | 4. Versuch        | 5. Versuch        | 6. Versuch        |
| 1     | Astrid Kumbernuss  | GER  | 20,00     | 19,67             | 19,90             | 19,91             | 19,83             | 20,00             | 19,97             |
| 2     | Irina Korschanenko | RUS  | 18,32     | x                 | 17,66             | 18,32             | 18,31             | 17,87             | 18,02             |
| 3     | Judy Oakes         | GBR  | 18,17     | 18,17             | x                 | x                 | x                 | 18,00             | 17,94             |
| 4     | Nadezhda Lukyniv   | UKR  | 17,40     | x                 | 17,22             | 17,14             | 17,40             | x                 | 17,06             |
| 5     | Natallia Gurskaja  | BLR  | 16,77     | 16,63             | 16,66             | 16,77             | 16,47             | x                 | 16,51             |
| 6     | Mara Rosolen       | ITA  | 16,57     | x                 | x                 | 15,00             | 16,29             | 16,57             | x                 |
| 7     | Laurence Manfrédi  | FRA  | 15,67     | 14,78             | 15,67             | x                 | 15,47             | x                 | x                 |
| 8     | Katarzyna Żakowicz | POL  | 15,59     | 15,30             | x                 | 15,13             | 15,59             | x                 | 15,23             |

Datum: 24. Juni

#### Diskuswurf
| Platz | Athletin          | Land | Weite (m) | Versuchsserie (m) | Versuchsserie (m) | Versuchsserie (m) | Versuchsserie (m) | Versuchsserie (m) | Versuchsserie (m) |
| Platz | Athletin          | Land | Weite (m) | 1. Versuch        | 2. Versuch        | 3. Versuch        | 4. Versuch        | 5. Versuch        | 6. Versuch        |
| 1     | Natalja Sadowa    | RUS  | 66,86     | 61,00             | x                 | 66,86             | 64,70             | 65,52             | 64,48             |
| 2     | Ilke Wyludda      | GER  | 66,04     | 64,40             | 62,98             | 60,56             | 64,80             | 63,72             | 66,04             |
| 3     | Iryna Jattschanka | BLR  | 64,46     | 63,48             | 64,46             | 62,96             | x                 | x                 | 61,64             |
| 4     | Renata Katewicz   | POL  | 61,70     | x                 | 56,98             | 60,00             | 61,68             | 61,70             | x                 |
| 5     | Jackie McKernan   | GBR  | 59,06     | 59,06             | x                 | x                 | 55,48             | 56,08             | 55,38             |
| 6     | Isabelle Devaluez | FRA  | 57,68     | 55,04             | 57,68             | 55,98             | 56,00             | x                 | 55,98             |
| 7     | Agnese Maffeis    | ITA  | 57,26     | 57,26             | 56,28             | 53,58             | 57,16             | 57,22             | x                 |
| 8     | Viktoriya Boyko   | UKR  | 55,24     | 54,72             | 51,66             | 54,12             | 55,24             | x                 | x                 |

Datum: 24. Juni

#### Speerwurf
| Platz | Athletin             | Land | Weite (m) | Versuchsserie (m) | Versuchsserie (m) | Versuchsserie (m) | Versuchsserie (m) | Versuchsserie (m) | Versuchsserie (m) |
| Platz | Athletin             | Land | Weite (m) | 1. Versuch        | 2. Versuch        | 3. Versuch        | 4. Versuch        | 5. Versuch        | 6. Versuch        |
| 1     | Steffi Nerius        | GER  | 68,42     | 61,96             | x                 | 63,56             | 63,22             | x                 | 68,42             |
| 2     | Natallja Schykalenka | BLR  | 63,42     | 59,34             | 63,42             | x                 | 63,08             | 61,42             | x                 |
| 3     | Jekaterina Iwakina   | RUS  | 61,36     | 59,40             | 61,36             | 60,64             | x                 | 58,26             | 59,20             |
| 4     | Martine Bègue        | FRA  | 55,86     | 54,76             | x                 | 55,86             | 52,96             | x                 | 54,40             |
| 5     | Olga Iwankowa        | UKR  | 55,82     | 55,78             | 49,98             | 55,82             | 50,70             | 52,72             | x                 |
| 6     | Ewa Rybak            | POL  | 54,84     | 53,92             | 54,84             | 51,76             | 50,32             | 49,00             | 54,44             |
| 7     | Sharon Gibson        | GBR  | 54,38     | 52,52             | 52,86             | 50,28             | 52,66             | 54,38             | 51,82             |
| 8     | Claudia Coslovich    | ITA  | 53,48     | 53,48             | 49,18             | x                 | x                 | x                 | 51,12             |

Datum: 25. Juni

## Videolinks
- Jonathan Edwards 18.43 (+2.4), youtube.com, abgerufen am 21. Februar 2024
- 1994 - European Cup - 800m, youtube.com, abgerufen am 21. Februar 2024